# Zhang Xiangxiang
Zhang Xiangxiang (Longyan, 16 juli 1983) is een Chinese gewichtheffer. Hij deed mee aan de Olympische Zomerspelen 2000 in Sydney en aan de Olympische Zomerspelen 2008 in Peking. In Sydney (Australië) op de Olympische Zomerspelen 2000, won hij brons in de categorie 56 kg. Hij won bij de Spelen in eigen land (Peking) goud in de categorie 62 kg van gewichtheffen.